# Schwenckfeldina dolens
Schwenckfeldina dolens är en tvåvingeart som först beskrevs av Oskar Augustus Johannsen 1912.  Schwenckfeldina dolens ingår i släktet Schwenckfeldina och familjen sorgmyggor.
Artens utbredningsområde är New York. Inga underarter finns listade i Catalogue of Life.